# راغنار أتشي
راغنار أتشي (بالألمانية: Ragnar Ache) (مواليد 28 يوليو 1998) هو لاعب كرة قدم ألماني يلعب كمهاجم في نادي آينتراخت فرانكفورت.

## روابط خارجية
- راغنار أتشي على موقع قاعدة بيانات كرة القدم.إي يو (الإنجليزية)
- راغنار أتشي على موقع بيانات كرة القدم. دي إي (الألمانية)
- راغنار أتشي على موقع Soccerway.com (الإنجليزية)
- راغنار أتشي على موقع عالم كرة القدم.نت (الإنجليزية)
- راغنار أتشي على موقع أوليمبيديا (الإنجليزية)
- راغنار أتشي على موقع اللجنة الأولمبية الألمانية (الألمانية)